# Жуково (Унечский район)
Жуково — деревня в Унечском районе Брянской области в составе Ивайтёнского сельского поселения.

## География
Находится в центральной части Брянской области на расстоянии приблизительно 25 км на восток по прямой от вокзала железнодорожной станции Унеча.

## История
Впервые упоминалась в 1688 году при передаче во владение сотнику Н. Ноздре, с 1733 - владение Гудовичей. В XVIII веке - село с церковью (не сохранилась). До 1781 входила в Бакланскую сотню Стародубского полка, также упоминалась в Почепской сотне. В середине XX века работал колхоз "Новая жизнь". До Великой Отечественной войны преобладало украинское население. В 1892 году здесь (деревня Мглинского уезда Черниговской губернии) учтено было 90 дворов.

## Население
Численность населения: 646 человек (1892 год), 145 человек (русские 99%) в 2002 году, 89 в 2010.